# Barylypa testacea
Barylypa testacea är en stekelart som först beskrevs av Morley 1913.  Barylypa testacea ingår i släktet Barylypa och familjen brokparasitsteklar. Inga underarter finns listade.